# فكتور الكسندر
فكتور الكسندر (بالكرواتية: Viktor Aleksander)‏ هو مدع ومحامي كرواتي، ولد في 1 مايو 1865 في زغرب في كرواتيا، وتوفي في 26 مارس 1934 في مملكة يوغوسلافيا.